# 福特Edge
福特Edge（Ford Edge）是长安福特自2010年引進中国大陆市场的一款中型SUV、跨界休旅車，官方中文名稱為「福特銳界」，而競爭對手為本田Avancier、豐田Highlander、別克Envision、日產Murano。

## 歷史與概要

### 第一代（2006年-2014年）

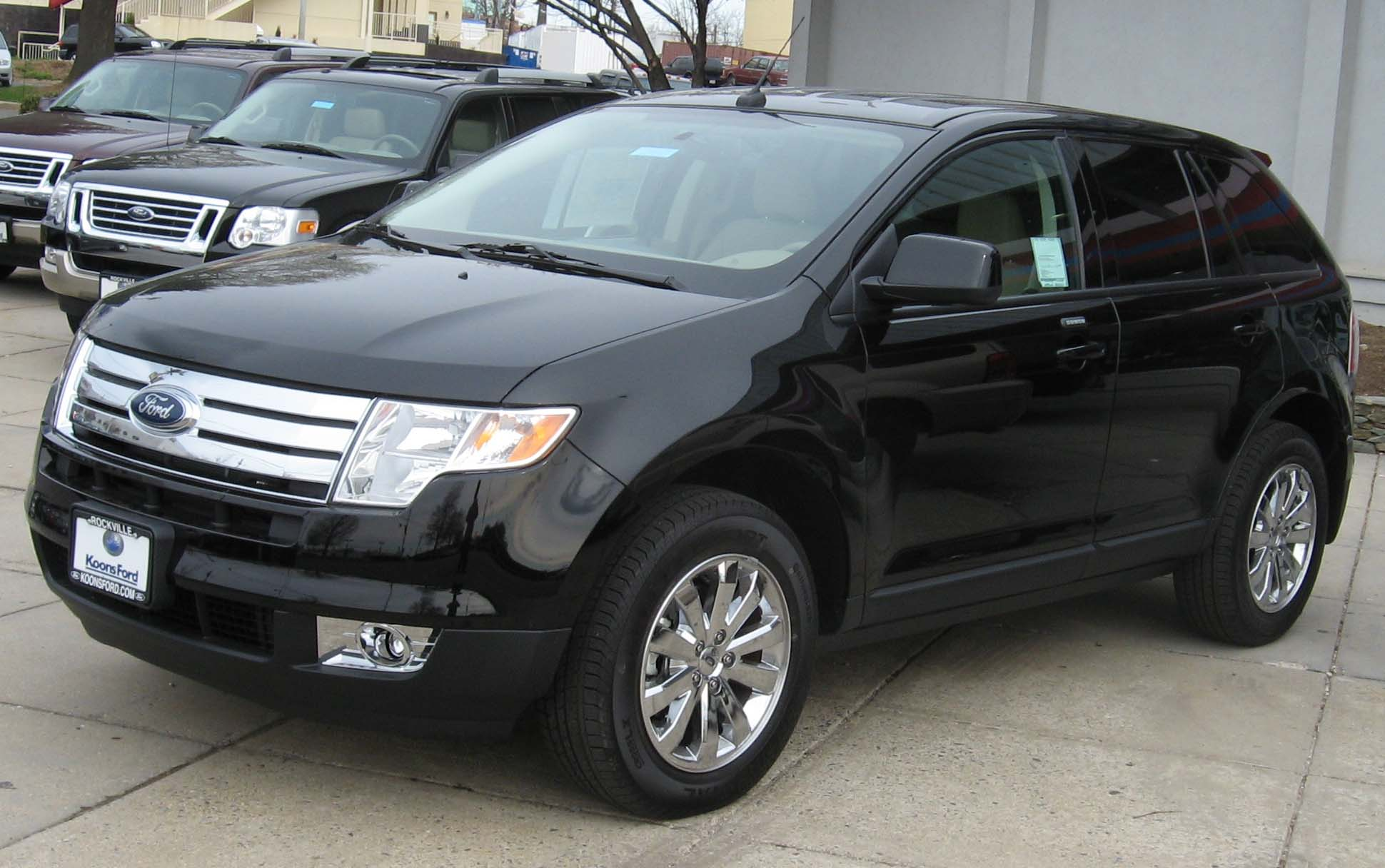

第一代锐界在2006年1月的底特律车展上首发，2011迎来中期改款。

### 第二代（2014年迄今）

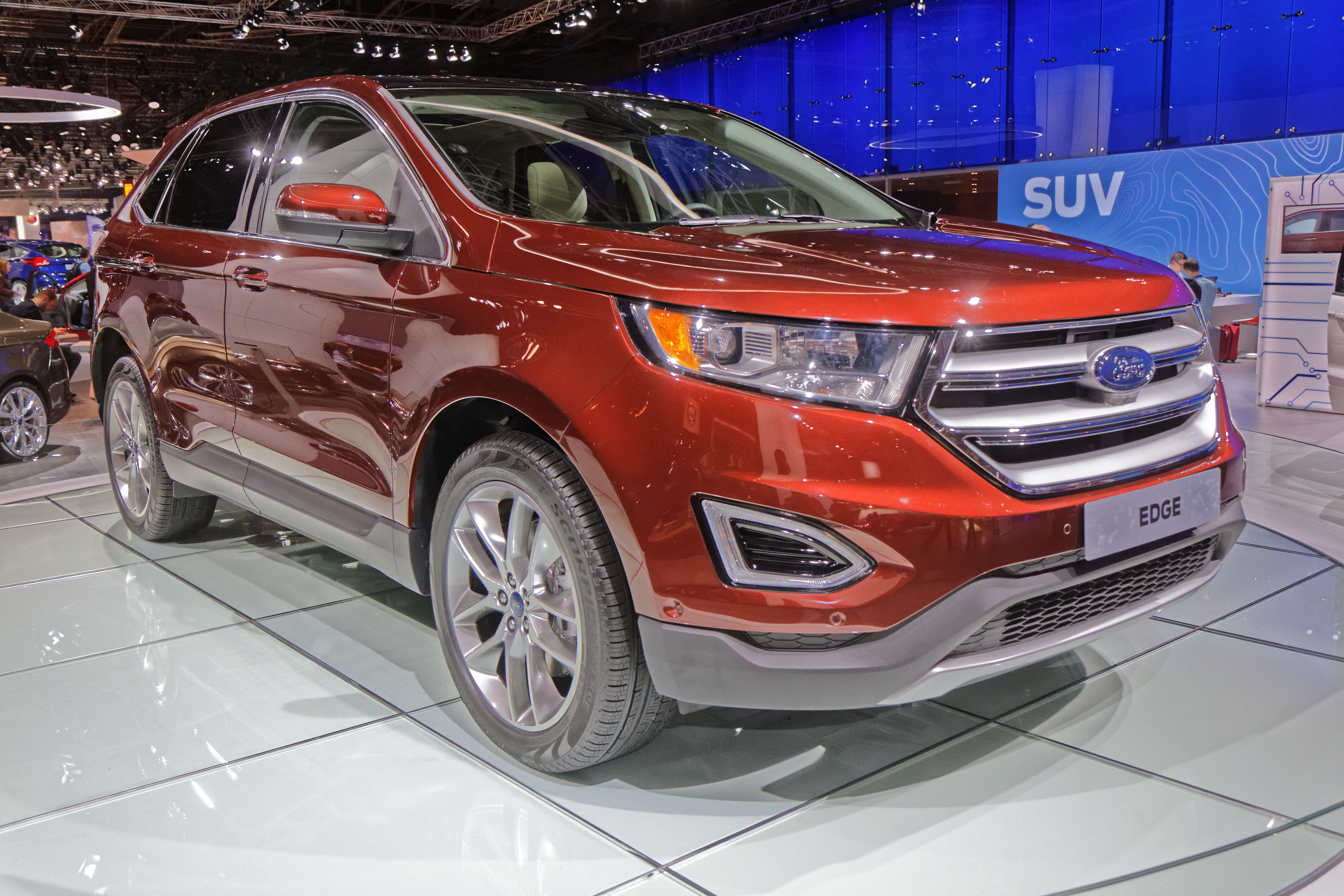

第二代锐界于2014年6月密歇根州迪尔伯恩全球首发，基于福特CD4平台打造，国产换代锐界于当年广州车展发布。

## 外部連結
- 中國官方網站